# Vararanes (filho de Seoses)
Vararanes (em persa médio: Wahrām Siyāvakhšan) foi um comandante iraniano, que apoiou o distinto líder militar sassânida Barã Chobim, e desempenhou papel ativo nos estágios iniciais da Guerra Civil Sassânida de 589–591, até que foi morto pelo próprio Barã Chobim em 590 depois dele tentar assassinar o último.

## Nome
Vararanes ou Veramo (Veramus) são as formas latinas dos teofóricos persa médios Vararã (𐭥𐭫𐭧𐭫𐭠𐭭, Waraḥrān) e Varã (𐭥𐭠𐭧𐭫𐭠𐭬, Waḥrām), que aludem a Veretragna (𐬬𐬆𐬭𐬆𐬚𐬭𐬀𐬖𐬥𐬀, vərəθraγna), o deus iraniano da vitória. Foi registrado em armênio como Varã (Վահրամ, Vahram), Verã (Վռամ Vṙām) e Vaã (Վահան, Vahan; assumida como uma forma abreviada de Vaagênio, a forma armênia do deus Veretragna), em grego como Boanes (Βοάνης, Boánēs), Baanes (Βαάνης, Baánēs), Baranes (Βαράνης, Baránēs), Baânio (Βαάνιος, Baánios), Uarrames / Varrames (Ουαρράμης, Ouarrámēs), Barã (Βάραμ, Báram), Baramo (Βάραμος, Báramos) e Baram(a)anes (Βαραμ(a)άνης, Baram(a)ánēs), em georgiano como Barã (ბარამ, Baram) e em persa novo como Barã (بهرام, Bahrām).

## Vida
Vararanes era filho de Seoses e genro de Barã Chobim. Em 588, um enorme exército heftalita-turco invadiu a província sassânida de Hareve. Barã Chobim fez um contra-ataque contra os invasores, no qual Vararanes esteve presente. Depois de algum tempo, Barã foi derrotado pelo Império Bizantino em uma batalha às margens do rio Aras. Hormisda IV (r. 579–590), que tinha ciúmes dele, usou essa derrota como desculpa para demiti-lo de seu cargo de aspabedes e o humilhou. Enfurecido, Barã rebelou-se e foi apoiado por muitos nobres, dentre eles Vararanes. Em 590, a medida que a revolta avançava, Hormisda foi cegado e morto em um golpe palaciano por seus cunhados Bestã e Bindoes, que na sequência elevaram seu filho Cosroes II (r. 590–628) ao trono. Barã decidiu seguir com sua revolta, agora com o pretexto de vingar o falecido xá, o que obrigou Cosroes a fugir para o território do Império Bizantino.
Barã ordenou que Vararanes liderasse uma força em busca de Cosroes. Vararanes ultrapassou Cosroes e o encontrou à noite escondido em um mosteiro. O tio do xá, Bindoes, vestiu-se com as roupas do sobrinho, subiu no telhado da construção e fingiu ser ele para confundir Vararanes até o amanhecer e dar tempo de Cosroes escapar. Quando descobriu a trama, Vararanes prendeu Bindoes e o levou a Barã, que por sua vez o deixou aos cuidados de Vararanes como prisioneiro. O último não respeitou as ordens e permitiu que Bindoes participasse de suas tropas. Nestas condições, Bindoes influenciou Vararanes contra Barã com promessas e ameaças. Vararanes bolou um plano para assassinar Barã no qual o mataria no campo de polo com uma espada escondido sob o casaco, mas Barã soube do plano através da esposa de Vararanes. Esta mulher, cujo nome não é conhecido, supostamente estava apaixonada por Barã (segundo Ferdusi) ou era filha da irmã de Barã (segundo Dinavari). Eutíquio, dando uma terceira versão, alegou que Vararanes era marido da irmã de Barã. Seja como for, quando so jogadores chegaram no campo de polo, Barã começou a bater nas costas de cada um com o taco em um fingido gesto de boa vontade. Quando chegou a vez de Vararanes, ouviu a batida do bastão de polo na espada presa sob seu manto e rapidamente puxou sua própria espada e o matou.